# Гибли, Биньямин
Биньямин Гибли (ивр. בנימין גיבלי‎, 1919 — 19 августа 2008 года) — израильский военный деятель, руководитель военной разведки.

## Биография
Родился в 1919 году в Петах-Тикве. В 1940 году женился на Эстер Пинхаси. C 1941 по 1944 годы Гибли служил в «Еврейской полиции» Палестины, созданной по инициативе британской администрации. После провозглашения независимости Израиля стал начальником полиции Иерусалима.
С 1950 по 1955 годы возглавлял военную разведку Израиля, затем работал военным атташе в Великобритании и странах Скандинавии. После выхода в отставку возглавлял ряд компаний в Израиле. Умер 19 августа 2008 года.

## Разведка
Работа Гибли в разведке началась в организации еврейской самообороны Хагана.
В созданной в 1942 году единой еврейской спецслужбе Шай он в 1945 году занял пост заместителя начальника арабского отдела под руководством Эзры Данина. С марта 1948 года Гибли возглавил иерусалимский территориальный отдел «Шай».
30 июня 1948 года Биньямин Гибли вместе с новым начальником военной разведки Иссером Беери арестовали капитана израильской армии Меира Тувианского по подозрению в предательстве и судили его военно-полевым судом (т. н. «суд кенгуру»). Вместе с ещё двумя офицерами они признали Тувианского виновным в шпионаже и приговорили к смерти. Тувианский был расстрелян буквально через несколько минут после окончания суда. Впоследствии Тувианский был посмертно реабилитирован и похоронен с военными почестями, а на Гибли легло позорное пятно участия в этой расправе.
В 1950 году после снятия Беери с должности и ухода на дипломатическую работу его заместителя Хаима Герцога Гибли стал начальником военной разведки Израиля.
В 1954 году Гибли организовал провальную диверсионную операцию в Египте. Вскоре после начала этой операции египетская полиция арестовала 13 израильских агентов, двое из которых покончили жизнь самоубийством, двое были повешены по приговору египетского суда, двое отпущены за недостатком улик, а остальные много лет просидели в тюрьме.
После обнародования информации египетской стороной в Израиле разразился громадный скандал, получивший название «дело Лавона» или «грязное дело» (Эсек биш), который тянулся с 1954 до 1960 года. Биньямин Гибли и министр обороны Пинхас Лавон обвиняли в провале друг друга. Гибли утверждал, что действовал по приказу Лавона, а Лавон отрицал, говоря, что приказа не было, и Гибли действовал за его спиной. В итоге Гибли был уволен 7 марта 1955 года, а Лавон подал в отставку.

## Дипломатическая работа
Гибли некоторое время ещё оставался на военной службе и в ноябре 1956 командовал пехотной бригадой «Голани» во время Синайской кампании.
В 1961 году Гибли был назначен военным атташе в Лондоне, затем работал в Скандинавии.

## Бизнес
В 1967 году он был назначен директором электрической компании «Хеврат хашмаль», а затем директорствовал во многих крупнейших израильских государственных компаниях.

## Семейные скандалы
Со своей второй женой Элишевой Гибли познакомился в 60-е годы. За две недели до смерти Гибли пришёл в полицию и пожаловался на то, что его избивает жена, которая всё отрицала. Согласно завещанию Гибли, составленного за год до смерти, большую часть из более чем миллиона шекелей наследства он завещал больницам и благотворительным фондам, своему личному водителю он оставил 20 тысяч шекелей, помощнице по хозяйству — 50 тысяч, а жене — 1 шекель.

## После смерти
Ответ на вопрос о том, кто же на самом деле отдал приказ о проведении операции «Сусанна», Гибли обещал дать в своей книге. Однако на момент его смерти книга осталась неопубликованной. Решение о том, что делать с рукописью, теперь может принять жена Гибли. Однако, учитывая потенциальный гонорар в размере 100 тыс. шекелей, родственники Гибли грозят жене разведчика судебными исками с претензиями на часть гонорара.